# Дакдакабад
Дакдакаба́д (перс. داقداق آباد‎) — небольшой город на западе Ирана, в провинции Хамадан. Входит в состав шахрестана  Кабудараханг. На 2006 год население составляло 4 879 человек.

## География
Город находится в северной части Хамадана, в горной местности, на высоте 1 652 метров над уровнем моря.
Дакдакабад расположен на расстоянии приблизительно 45 километров к северо-востоку от Хамадана, административного центра провинции и на расстоянии 230 километров к юго-западу от Тегерана, столицы страны.